# Władysław Krajewski (filozof)
Władysław Krajewski (ur. 14 grudnia 1919 w Warszawie, zm. 13 kwietnia 2006 tamże) – polski filozof żydowskiego pochodzenia zajmujący się filozofią nauki.

## Życiorys
Urodził się w żydowskiej rodzinie komunistów. Syn Władysława Stein-Krajewskiego i Zofii Warskiej (1895–1937), wnuk Adolfa Warskiego. W wieku 11 lat wyjechał z matką i jej drugim mężem Stanisławem Ryszardem Stande do Związku Radzieckiego. Szkołę średnią ukończył w Moskwie, następnie w trakcie II wojny światowej ukończył studia na Wydziale Fizyko-Matematycznym jednego z tamtejszych instytutów pedagogicznych. Po studiach przez kilka lat był nauczycielem matematyki i fizyki w szkole średniej w Jasnej Polanie. W 1946 powrócił do Polski. Od listopada do sierpnia 1947 pełnił funkcję kierownika działu zagranicznego „Trybuny Robotniczej”. Od 1947 do 1948 pracował w Bibliotece KC PPR. W marcu 1948 został wykładowcą w Szkole Partyjnej przy Komitecie Centralnym PPR (następnie PZPR), w której od 1950 do 1951 pełnił funkcję zastępcy kierownika Katedry Materializmu Dialektycznego i Historycznego. Zarazem zaocznie studiował filozofię na Uniwersytecie Warszawskim, gdzie następnie aż do emerytury pracował w Instytucie Filozofii.

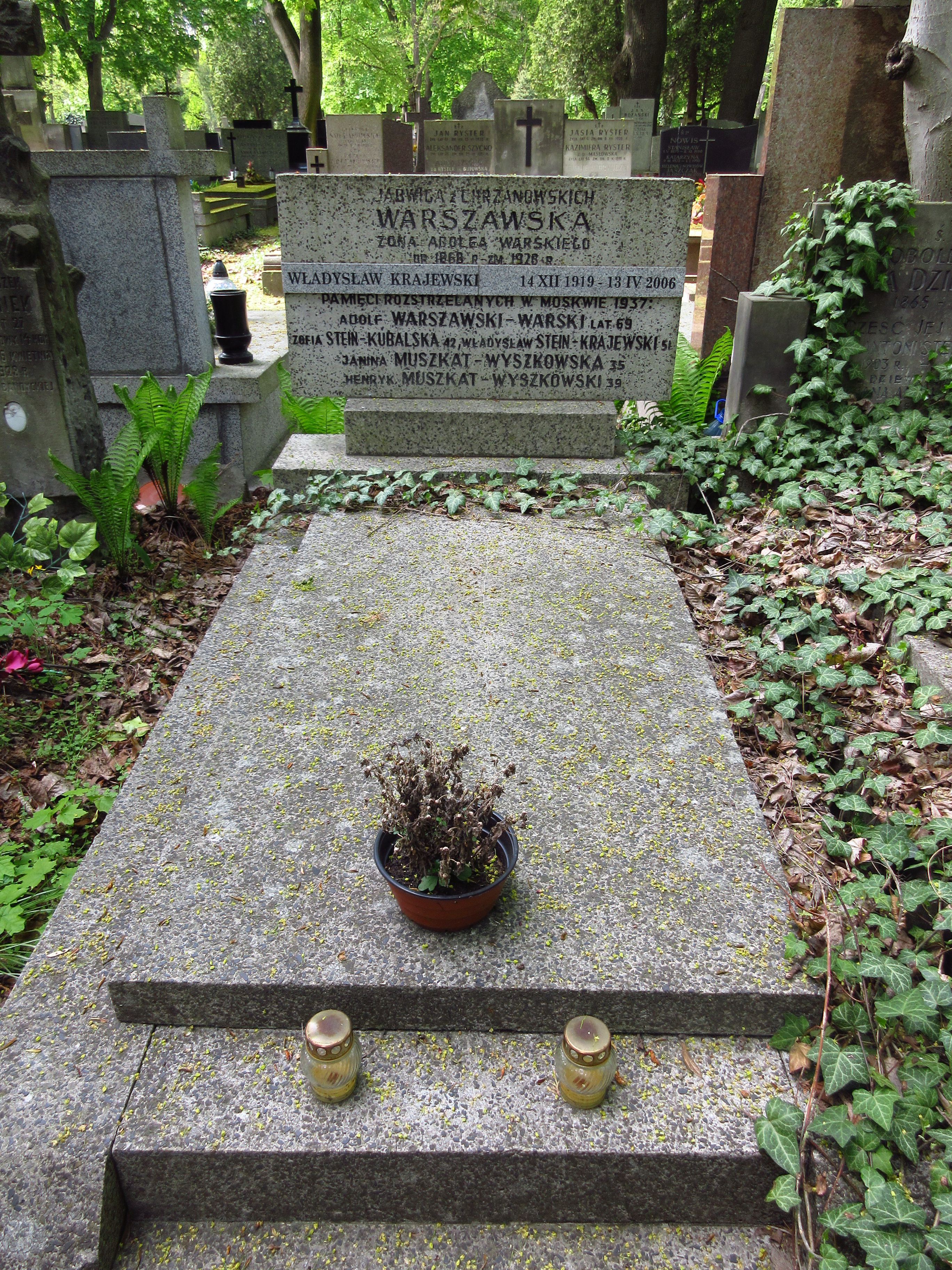
Grób Władysława Krajewskiego na Cmentarzu Bródnowskim.

Od 1947 należał do PPR, a następnie do PZPR. Był członkiem egzekutywy OOP, a następnie sekretarzem koła PPR na Wydziale Matematyczno-Przyrodniczego Uniwersytetu Warszawskiego. Pełnił funkcję członka Komitetu Uczelnianego PZPR na UW.
Krajewski do 1989 był jednym z głównych polskich filozofów marksistowskich o orientacji pozytywistycznej, uchodził za najwybitniejszego znawcę filozofii Fryderyka Engelsa. Stosował metodę materializmu dialektycznego w dziedzinie filozofii fizyki i innych nauk przyrodniczych. Po 1989 roku – wyznawca krytycznego racjonalizmu, rozwijanego przez Karla Poppera, a w filozofii nauki – hipotetyzmu i idealizacyjnej koncepcji nauki. Jak wspomina w wywiadzie z 2001 roku – jego mistrzami duchowymi byli Bertrand Russell i Karl Popper. Swój stosunek do marksizmu określił w tym wywiadzie następująco: 
„Odrzucam dziś historiozofię Marksa jako nienaukową i fałszywą, jednakże, w odróżnieniu od niektórych innych marksistów, nie potępiam w czambuł filozofii marksistowskiej. Sądzę, że w materializmie dialektycznym jest wiele cennych idei, które współbrzmią z krytycznym racjonalizmem i z całym realistycznym nurtem współczesnej filozofii nauki”.
Wychowawca paru pokoleń polskich filozofów. Ojciec filozofa Stanisława Krajewskiego. Był wiceprzewodniczącym Polskiego Towarzystwa Filozoficznego. Został pochowany 21 kwietnia na cmentarzu Bródnowskim w Warszawie (kwatera 51A-V-26).

## Prace
- O dialektyce marksistowskiej, wyd. Czytelnik, Warszawa 1951;
- O materializmie historycznym, wyd. Wiedza Powszechna, Warszawa 1953;
- Światopogląd Mariana Smoluchowskiego, wyd. Państwowe Wydawnictwo Naukowe, Warszawa 1956;
- O wieczności materii i jej ruchu, wyd. Książka i Wiedza, Warszawa 1956;
- Ontologia, wyd. Państwowe Wydawnictwo Naukowe, Warszawa 1960;
- W sprawie poglądów filozoficznych Jana Łukasiewicza, [w:] „Studia Filozoficzne” nr 2, 1962;
- Szkice filozoficzne, wyd. Książka i Wiedza, Warszawa 1963;
- Związek przyczynowy, wyd. Państwowe Wydawnictwo Naukowe, Warszawa 1967;
- Pojęcie prawa nauki a konwencjonalizm początku XX wieku: zbiór rozpraw, wyd. Ossolineum, 1972;
- Engels o ruchu materii i jego prawidłowości: główne idee „Dialektyki przyrody” z perspektywy stu lat, wyd. Książka i Wiedza, Warszawa 1973;
- Prawa nauki: przegląd zagadnień metodologicznych i filozoficznych, wyd. Książka i Wiedza, Warszawa 1982, II wyd. 1998;
- Współczesna filozofia naukowa: metafilozofia i ontologia, wyd. Wydział Filozofii i Socjologii UW, Warszawa 2005.